# Mesopristes elongatus
Mesopristes elongatus är en fiskart som först beskrevs av Guichenot, 1866.  Mesopristes elongatus ingår i släktet Mesopristes och familjen Terapontidae. IUCN kategoriserar arten globalt som sårbar. Inga underarter finns listade i Catalogue of Life.